# Johan Bakayoko
Saint-Cyr Johan Bakayoko (Overijse, 20 de abril de 2003) é um futebolista belga que atua como ponta-direita. Atualmente defende o RB Leipzig e a Seleção Belga.

## Carreira
Tendo passado pelas categorias de base de OH Leuven, Club Brugge, KV Mechelen e Anderlecht, Bakayoko chegou ao PSV Eindhoven em 2019 e foi promovido ao time B dos Boeren um ano depois. Foram 2 temporadas com o Jong PSV até ser promovido ao elenco principal, pelo qual estreou em fevereiro de 2022, na vitória por 4 a 0 sobre o NAC Breda, pelas quartas-de-final da Copa dos Países Baixos. Seu primeiro jogo na Eredivisie foi contra o Emmen, e Bakayoko marcou um dos gols na vitória por 4 a 1.

### RB Leipzig
Em 16 de julho de 2025, o Leipzig anunciou a contratação de Bakayoko.

## Seleção Belga
Nascido em Overijse, Bakayoko é filho de uma ruandesa e de um marfinense e era considerado elegível para representar Bélgica, Ruanda ou Costa do Marfim, optando em representar os Diabos Vermelhos em nível internacional. Depois de atuar pelas equipes de base, o atacante estreou pela seleção principal em março de 2023, entrando como substituto na vitória por 3 a 0 sobre a Suécia. Marcando seu primeiro gol pela seleção em junho, pelas eliminatórias da Eurocopa de 2024, quando a Bélgica derrotou a Estônia pelo mesmo placar, e atuou contra Eslováquia e Ucrânia, ambas na primeira fase da competição.

## Estatísticas

### Clube
- Atualizado até 21 de janeiro de 2025[6]

| Clube    | Temporada | Liga           | Liga  | Liga | Copa nacional | Copa nacional | Europa | Europa | Outras competições | Outras competições | Total | Total |
| Clube    | Temporada | Divisão        | Jogos | Gols | Jogos         | Gols          | Jogos  | Gols   | Jogos              | Gols               | Jogos | Gols  |
| -------- | --------- | -------------- | ----- | ---- | ------------- | ------------- | ------ | ------ | ------------------ | ------------------ | ----- | ----- |
| Jong PSV | 2020–21   | Eerste Divisie | 20    | 1    | —             | —             | —      | —      | —                  | —                  | 20    | 1     |
| Jong PSV | 2021–22   | Eerste Divisie | 32    | 17   | —             | —             | —      | —      | —                  | —                  | 32    | 17    |
| Jong PSV | 2022–23   | Eerste Divisie | 3     | 2    | —             | —             | —      | —      | —                  | —                  | 3     | 2     |
| Jong PSV | Total     | Total          | 55    | 20   | —             | —             | —      | —      | —                  | —                  | 55    | 20    |
| PSV      | 2021–22   | Eredivisie     | 3     | 0    | 1             | 0             | 0      | 0      | 0                  | 0                  | 4     | 0     |
| PSV      | 2022–23   | Eredivisie     | 23    | 5    | 4             | 1             | 5      | 1      | 1                  | 0                  | 33    | 7     |
| PSV      | 2023–24   | Eredivisie     | 33    | 12   | 2             | 1             | 11     | 1      | 1                  | 0                  | 47    | 14    |
| PSV      | 2024–25   | Eredivisie     | 16    | 6    | 1             | 0             | 7      | 1      | 1                  | 0                  | 25    | 7     |
| PSV      | Total     | Total          | 75    | 23   | 8             | 2             | 23     | 3      | 3                  | 0                  | 109   | 28    |
| Total    | Total     | Total          | 130   | 43   | 8             | 2             | 23     | 3      | 3                  | 0                  | 164   | 48    |

1. ↑  Inclui uma partida pela Liga dos Campeões da UEFA e 4 partidas pela Liga Europa, com um gol marcado.
2. 1 2 3  Inclui a Supercopa dos Países Baixos.
3. 1 2  Partidas pela Liga dos Campeões da UEFA.

### International
- Atualizado até 17 de novembro de 2024[7]

| Seleção | Ano   | Partidas | Gols |
| ------- | ----- | -------- | ---- |
| Bélgica | 2023  | 9        | 1    |
| Bélgica | 2024  | 9        | 0    |
| Total   | Total | 18       | 1    |

| No. | Data                | Local                      | Partida | Rival   | Placar inicial | Placar final | Competição                        |
| --- | ------------------- | -------------------------- | ------- | ------- | -------------- | ------------ | --------------------------------- |
| 1   | 20 de junho de 2023 | Lilleküla Stadium, Tallinn | 4       | Estónia | 3–0            | 3–0          | Eliminatórias da Eurocopa de 2024 |

## Títulos
PSV Eindhoven
- Supercopa dos Países Baixos: 2022,[8] 2023[9]
- Copa dos Países Baixos: 2022–23[10]
- Eredivisie: 2023–24,[11] 2024–25[12]